# Louis Léouzon Le Duc
Louis Antoine Léouzon, dit Léouzon Le Duc, né le 10 décembre 1815 à Dijon et mort le 22 octobre 1889 à Paris[réf. nécessaire], est un journaliste, écrivain, historien et diplomate français.

## Biographie
Né dans une famille de serruriers, Léouzon Le Duc a fait en Russie et en Suède de longs voyages d’étude, il a publié d’importants ouvrages sur la Finlande et a été considéré comme l’un des premiers écrivains, après Xavier Marmier, qui aient fait connaitre à la France les pays du Nord. Son Histoire littéraire du Nord, l’Essai critique sur le comte Ouvarov, les Iles d’Aland, la Baltique, l’Empereur Alexandre ou le Conflit dano-allemand ont été très consultés en son temps.
Chargé de mission dans les pays nordiques et la Russie, Léouzon Le Duc a traité en particulier dans ses œuvres l'histoire et la littérature de ces pays qu’il a étudiées. À l'automne 1842, il a travaillé, à Helsinki pour la famille du comte suédois Musin-Pouchkine en tant que précepteur. En 1846, il est retourné en Finlande, ainsi qu'en 1850-1851. Pour son deuxième voyage, en 1846, il avait reçu du gouvernement français représenté par le premier ministre François Guizot la charge de trouver aux Invalides de Paris un sarcophage fait de quartzite pour la tombe de Napoléon. Chargé de chercher des pierres en Finlande à Hogland et Olonets, il a trouvé une pierre adaptée sur une plage du lac Onega.
Il a publié à ce propos un travail très complet sur le régime des prisons qu’il est allé étudier en Suède et dont on trouve des extraits nombreux dans les travaux législatifs de 1872 sur la réforme pénitentiaire.
Il a aussi traduit en premier le Kalevala en langue française. L'ancien Kalevala, traduction en prose parue en 1845 et le nouveau Kalevala en 1867, traduction directement issue de la nouvelle version de son auteur original Elias Lönnrot en 1849. Pour cette première traduction, il a été aidé par son élève depuis plus de 20 ans Wilhelm Brander, qui a traduit les mots finnois en latin, en russe et enfin en français : ordonné prêtre en 1845, le mémorial de l'église finlandaise stipule « a traduit directement en latin l'ensemble du Kalevala, base dont laquelle se servira l'auteur Louis Léouzon Le Duc pour sa traduction en français ». Aussi, il mentionne dans ses remerciements son autre élève, Carl Gustaf Borgin (1823-1895) qui a ensuite travaillé comme secrétaire de la Société finlandaise de littérature et au Sénat en tant que traducteur. Léouzon Le Duc s'est aussi aidé de la traduction en suédois, réalisée en 1841, par M. A. Castrén. En ce qui concerne la seconde traduction, l'auteur s'y attelle à son arrivée en Finlande à l'automne 1850 après avoir constaté que sa première traduction avait ouvert un monde nouveau et totalement inconnu qu'est celui du folklore finlandais aux lecteurs français.
Ses études sur les pays du Nord, la traduction de poèmes finnois l’ont fait proposer, en 1848, par Salvandy, pour une chaire de scandinave au Collège de France Mais, peu de temps après, il s’est tourné ses préoccupations vers la politique pour être, durant la plus grande partie du Second Empire, l’un des principaux collaborateurs de La Presse. Avant la guerre de 1870, il a collaboré à de nombreux journaux, au Figaro et au Moniteur et, après la guerre, il devient rédacteur en chef du Constitutionnel d’Eugène Gibiat et l’un des collaborateurs les plus assidus d’Adolphe Thiers. En 1876, il quitte définitivement la politique.
Ayant commencé son voyage du Nord en compagnie du prince Gagarine, la haute protection de ce puissant patronage lui ouvrirt les portes de la Bibliothèque privée du tsar Nicolas, où il a recueilli des lettres de Richelieu et du cardinal Mazarin, provenant du sac de la Bastille, dossiers publiés depuis par le ministère de l’Instruction publique dans la Collection des Documents pour servir à l’histoire de France. Parmi les pièces de la bibliothèque impériale se trouvaient également des travaux inédits de Voltaire. Le tsar ne pouvait pas souffrir le philosophe de Ferney, aussi quand Léauzon consultait ces papiers précieux, deux soldats montaient la garde à ses côtés, pour s’assurer qu’il ne prenait pas de notes. Alors, pendant que les militaires gardaient consciencieusement leur faction, le diplomate érudit apprenait par cœur les pages entières du Sottisier qu’il devait éditer en 1880, malgré la surveillance jalouse du monarque. Il a également écrit une intéressante histoire d’Adolphe Thiers et les partis monarchiques, la Correspondance diplomatique du baron de Staël-Holstein de 1783 à 1799.
Bien que le Kalevala soit l'œuvre pour laquelle il est le plus connu, ses écrits et traductions sont variés et nombreux. Léouzon a fondé, en 1857, L’Observateur, presse commerciale, politique, financière, industrielle et maritime qui a paru du 15 mars à la fin novembre 1857 ; puis, à Beaune et à Paris, un bimensuel, sous l’égide du Comité d’agriculture de Beaune, La Côte-d’Or, guide de l’acheteur en vins de Bourgogne, pour développer le commerce des crus avec un moyen de « concilier tous les intérêts et rendre faciles et avantageux les rapports entre le producteur, le consommateur et le négociant. »
Il a été décoré de la Légion d’honneur en 1850, à la suite d’une mission en Finlande, où Guizot l’avait envoyé rechercher le granit destiné au tombeau de Napoléon Ier. Il était le père de Claude Léouzon-le-Duc, élu député boulangiste de la Haute-Vienne en 1889.

## Publications
- La Finlande : son histoire primitive, sa mythologie, la poésie épique, avec la traduction du voyage de sa grande épopée « Le Kalewala, fils de génie », 1845 (lire en ligne).
- Histoire littéraire du Nord, 1850.
- La Russie et la civilisation européenne, V. Lecou, 1854 (lire en ligne).
- La Question russe : I. Le prince Menschikoff. II. L'église gréco-russe. III. La Russie devant l’Europe, Paris, L. Hachette et Cie, 1853 (lire en ligne).
- Études sur la Russie et le Nord de l’Europe : récits et souvenirs, 1853.
- Souvenirs et impressions de voyage dans les pays du Nord de l’Europe, Suède, Finlande, Danemark, Russie, 1853.
- L’Écho de la guerre, Paris, Ch. Lahure, 1854, 80 p., ill., cartes et portr. ; in-4º (lire en ligne sur Gallica).
- La Russie contemporaine, 1854.
- Les Îles d'Aland, 1854.
- La Baltique, 1855.
- L'Empereur Alexandre II. Souvenirs personnels, 1855.
- La Croatie et la Confédération italienne, 1859.
- Le Congrès et le conflit dano-allemand, Paris, Amyot, 1864, 56 p., in-8º (OCLC 561947214, lire en ligne sur Gallica).
- Voltaire et la police : dossier recueilli à Saint-Pétersbourg parmi les manuscrits français originaux enlevés à la Bastille en 1789, avec une introduction sur le nombre et l’importance desdits manuscrits et un essai sur la bibliothèque de Voltaire, Paris, A. Bray, 1867, 265 p., in-18 (lire en ligne sur Gallica).
- Le Sarcophage de Napoléon en son tombeau des Invalides, 1873.
- Les Odeurs de Berlin : pétition sur la démoralisation de l'Allemagne, 1874.
- Les Cours et les chancelleries, impressions et souvenirs, par L. Léouzon Le Duc, 1876 (lire en ligne sur Gallica).
- L’Odyssée galante d'une princesse russe, 1879.
- Vingt-neuf ans sous l'Étoile polaire, 1880.
- Le Sottisier de Voltaire : publié pour la première fois d'après une copie authentique faite sur le manuscrit autographe conservé au musée de l'Ermitage à Saint-Pétersbourg, Paris, Librairie des bibliophiles, 1880, xl, 149 p., in-8º (OCLC 2030512, lire en ligne).
- Le Serment du docteur : histoire suédoise, avec un avant-propos sur le cas du Dr Watelet, Paris, L. Frinzine, 1885, 2e éd., xxvii-320 p., in-18 (lire en ligne sur Gallica).

## Traductions
- Le Kalevala : épopée nationale de la Finlande et des peuples finnois, 1867[9].